# Jan Thirion
 (mai 2023).
Si vous disposez d'ouvrages ou d'articles de référence ou si vous connaissez des sites web de qualité traitant du thème abordé ici, merci de compléter l'article en donnant les références utiles à sa vérifiabilité et en les liant à la section « Notes et références ».
Pour les articles homonymes, voir Thirion.

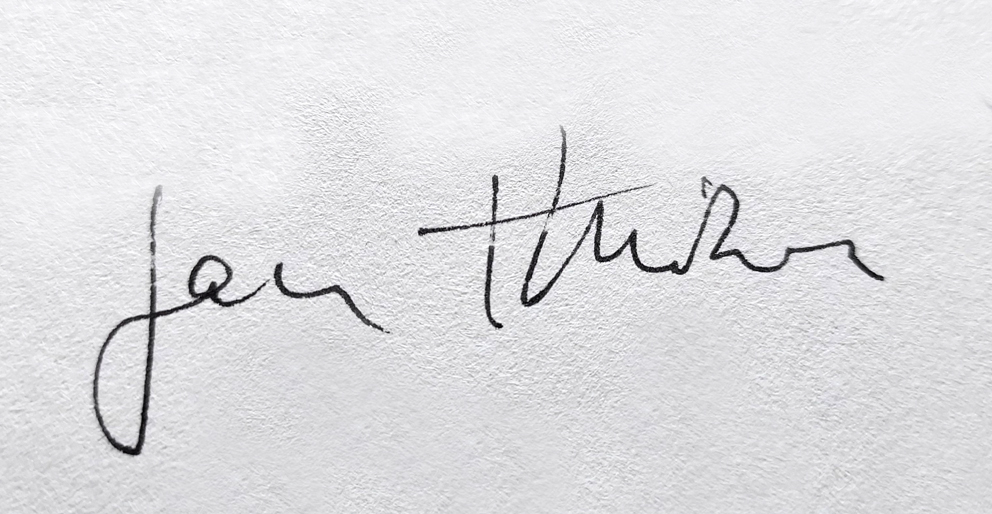
Signature Jan Thirion

Jan Thirion  est un écrivain français, né Jean-Benoît Dominique Thirion à Paris le 11 mars 1952 et mort le 1er mars 2016 à Toulouse, auteur de nombreux romans et nouvelles.
Il est considéré comme un auteur « singulier » car il ne se range pas dans une ligne éditoriale convenue. Il pratique l'art de la nouvelle en ne la confondant pas avec celle du roman.
Son regard sur les travers de ses contemporains en font un adepte de la satire sociale et de l'humour sombre, mais il sait également décrire avec tendresse les faiblesses humaines.

## Biographie
Jan Thirion est né à Paris le 11 mars 1952. Il fait ses études à Nancy, puis il vit quelque temps à Strasbourg avant de s'installer à Toulouse où il exerce la profession d'enseignant (professeur de comptabilité par correspondance).
Il commence par publier des nouvelles de science-fiction dans diverses revues et anthologies. Passionné d'échec, il publie deux ouvrages sur ce jeu de stratégie, puis il se met à l'écriture de romans qui alternent entre la science-fiction, la satire sociale et féroce ainsi que le polar. Ce dernier genre littéraire sera l'occasion pour lui d'ancrer l'action et ses personnages dans Toulouse et sa région. Il ne délaisse pas pour autant l'écriture de nouvelles, ainsi que d'articles qui lui permettent de participer activement à des revues.
Il se consacre un temps à la poésie, en créant avec Pierre Ziegelmeyer, l'EdeN, l'école de Nulpart. Il  écrit pour le théâtre des pièces qui seront montées à Toulouse. Son sens de l'humour le lance dans la rédaction d'un dictionnaire uniquement consacré à la lettre A. Il a également une activité graphique en créant des couvertures pour des livres. Tout en gardant son activité d'enseignant, il écrit de nombreux romans et multiplie les expérimentations et les activités littéraires, graphiques et même journalistiques.
Jan Thirion est mort le 1er mars 2016,

## Œuvres
- Mikko, roman, éditions Krakoën, 2006[10]
- Ego fatum, roman, éditions Krakoën, 2006.
- Rose blême, roman, éditions Krakoën, 2007.
- Élagage de Printemps, nouvelles, éditions Quadrature, 2008.
- John et Yoko sont dans un hosto roman, éditions Krakoën, 2009.
- Dieu veille Toulouse, roman, éditions L’écailler, 2009.
- Lavocam, récit, éditions Atelier in/8, 2010.
- Soupe tonkinoise, roman, éditions tme, 2010.
- Sextoy made in China, roman, éditions Krakoën, 2010[10].
- Inconsolables Sorcières, roman, éditions Asgard, 2011.
- MicroFrictions, récits, éditions Atelier In 8, 2011.
- Je n’entends rien au japonais, roman, éditions Délits.
- Nuoc mâm baby, roman policier, éditions Krakoën, 2012.
- Du côté des abattoirs, roman policier, éditions l’Ecailler, 2012.
- Caresser les chiens morts, roman policier, éditions Asgard, 2012[10].
- Génération Béru, 30 nouvelles noires, collectif, éditions Camion blanc 2012[11].
- Autant d’ennemis terrassés, nouvelles, édition Krakoën, 2013.
- 400 microtextes, éditions Horsain, 2014[10].
- Schizo roman, éditions SKA, 2014.
- Dix Rounds, roman, éditions SKA, 2014.
- 20 Manières de se débarrasser des limaces roman, éditions Lajouanie, 2014[12].
- Dans les espaces déjantés, roman, éditions Critic, 2015[13].
- Le Foyer, roman, éditions du Jasmin, 2016.
- Les Lucioles, roman, éditions Lajouanie 2016[14].
- Histoires de lard, ouvrage collectif, éditions Atelier In 8, 2017[15].